# Sacha Theocharis
Sacha Theocharis (* 19. November 1990 in Bron) ist ein französischer Freestyle-Skier. Er startet in den Buckelpisten-Disziplinen Moguls und Dual Moguls.

## Werdegang
Theocharis startete im Februar 2008 in Megève erstmals im Europacup und belegte dabei den 25. Platz im Moguls. Im Weltcup debütierte er am 15. Dezember 2010 in Méribel und errang dabei den 34. Platz im Dual Moguls. Im weiteren Saisonverlauf holte er bei elf Teilnahmen im Europacup zwei Siege. Zudem wurde er je zweimal Zweiter und Dritter, womit er den zweiten Platz in der Moguls-Disziplinenwertung erreichte. Im Dezember 2011 kam er in Méribel mit dem neunten Platz im Moguls erstmals unter die ersten Zehn im Weltcup. Bei den Weltmeisterschaften 2013 in Voss belegte er den 31. Platz im Moguls und den 23. Rang im Dual Moguls.
Zwei Jahre später kam Theocharis bei den Weltmeisterschaften 2015 am Kreischberg auf den 23. Platz im Dual Moguls und auf den achten Rang im Moguls. Nach einem eher mäßigen Beginn der Saison 2016/17 erreichte er in Val Saint-Côme mit dem zweiten Platz im Moguls Wettbewerb seine erste Podestplatzierung im Weltcup und belegte zum Saisonende den 11. Platz des Moguls-Weltcups. Beim Saisonhöhepunkt, den Weltmeisterschaften 2017 in der Sierra Nevada, verpasste er als Vierter des Moguls-Wettbewerbs knapp eine Medaille; im Moguls wurde er Achter. In der folgenden Saison errang er mit fünf Top-Zehn-Platzierungen den neunten Platz im Moguls-Weltcup. Bei den Olympischen Winterspielen 2018 in Pyeongchang wurde er Neunter im Moguls-Wettbewerb. In der Saison 2019/20 kam er bei zehn Weltcupstarts, sechsmal unter die ersten Zehn und erreichte damit den achten Platz im Moguls-Weltcup.

## Erfolge

### Olympische Spiele
- Pyeongchang 2018: 9. Moguls

### Weltmeisterschaften
- Voss 2013: 23. Dual Moguls, 31. Moguls
- Kreischberg 2015: 8. Moguls, 23. Dual Moguls
- Sierra Nevada 2017: 4. Dual Moguls, 8. Moguls

### Weltcup
Theocharis errang im Weltcup bisher einen Podestplatz.
Weltcupwertungen:
| Saison  | Gesamt | Gesamt | Moguls | Moguls |
| Saison  | Platz  | Punkte | Platz  | Punkte |
| ------- | ------ | ------ | ------ | ------ |
| 2010/11 | 186.   | 1      | 54.    | 14     |
| 2011/12 | 86.    | 10     | 22.    | 132    |
| 2012/13 | 111.   | 10     | 21.    | 117    |
| 2013/14 | 286.   | 1      | 56.    | 6      |
| 2014/15 | 104.   | 9      | 25.    | 77     |
| 2015/16 | 152.   | 5,75   | 28.    | 46     |
| 2016/17 | 66.    | 20,18  | 11.    | 222    |
| 2017/18 | 46.    | 24,40  | 9.     | 244    |
| 2018/19 | 153.   | 5,44   | 29.    | 49     |
| 2019/20 | 42.    | 27,10  | 8.     | 271    |

### Europacup
- Saison 2010/11: 2. Moguls-Disziplinenwertung
- 6 Podestplätze, davon 2 Siege